# 扎格斯台河
扎格斯台河，位于中华人民共和国新疆维吾尔自治区巴音郭楞州和静县北部地区的一条河流，是开都河右岸支流。河名源自蒙古语，意为“鱼较多”。扎格斯台河发源于天山山脉依连哈比尔尕山扎格斯台达坂，自源头自东向西伴218国道在宽阔的山谷中同行，出山口后折向西南流，于小尤路都斯盆地中部汇入开都河。河流全长81千米，流域面积1025平方千米，年均径流量约1.65亿立方米。